# Artikel 17 van het Europees Verdrag voor de Rechten van de Mens
Artikel 17 van het Europees Verdrag voor de Rechten van de Mens regelt het verbod van misbruik van recht wat betreft de bepalingen van het Europees Verdrag voor de Rechten van de Mens. De bepaling wil voorkomen dat de rechten en vrijheden die in het verdrag zijn geregeld door het verdrag zelf teniet zouden worden gedaan.

## Tekst
Artikel 17 – Verbod van misbruik van recht
Geen der bepalingen van dit Verdrag mag worden uitgelegd als zou zij voor een Staat, een groep of een persoon een recht inhouden enige activiteit aan de dag te leggen of enige daad te verrichten met als doel de rechten of vrijheden die in dit Verdrag zijn vermeld teniet te doen of deze verdergaand te beperken dan bij dit Verdrag is voorzien.

## Jurisprudentie
- EHRM 10-09-2008 Soulas e.a./Frankrijk
- EHRM 02-10-2008 Leroy/Frankrijk

Artikel 1 · Artikel 2 · Artikel 3 · Artikel 4 · Artikel 5 · Artikel 6 · Artikel 7 · Artikel 8 · Artikel 9 · Artikel 10 · Artikel 11 · Artikel 12 · Artikel 13 · Artikel 14 · Artikel 15 · Artikel 16 · Artikel 17 · Artikel 18 · Protocollen